# الغبي والأغبى: عندما التقى هاري بلويد (فلم)
الغبي والأغبى: عندما التقى هاري بلويد (بالإنجليزية: Dumb and Dumberer: When Harry Met Lloyd) ، هي فيلم أمريكي كوميدي، أنتج عام 2003م.

## وصلات خارجية
- مقالات تستعمل روابط فنية بلا صلة مع ويكي بيانات
- Dumb and Dumberer: When Harry Met Lloyd على موقع أول موفي.